# Hyperolius mariae
Espèce
Synonymes
- Hyperolius bitaeniatus Ahl, 1931
- Hyperolius noblei Ahl, 1931
- Hyperolius melanophthalmus Ahl, 1931
- Hyperolius renschi Ahl, 1931
- Hyperolius udjidjiensis Ahl, 1931
- Hyperolius rubripes Ahl, 1931

Statut de conservation UICN

 LC  : Préoccupation mineure
Hyperolius mariae est une espèce d'amphibiens de la famille des Hyperoliidae.

## Répartition
Cette espèce se rencontre en deux populations distinctes, :
- une sur la région côtière du Sud du Kenya et du Nord de la Tanzanie, y compris les îles Pemba, Unguja et Mafia ;
- une autour du lac Moero, dans le nord-est de la Zambie et le Sud-Est de la République démocratique du Congo.

## Étymologie
Cette espèce est nommée en l'honneur de Mary V. Loveridge, botaniste et épouse d'Arthur Loveridge.

## Publication originale
- Barbour & Loveridge, 1928 : A comparative study of the herpetological faunae of the Uluguru and Usambara Mountains, Tanganyika Territory with descriptions of new species. Memoirs of the Museum of Comparative Zoology, Cambridge, Massachusetts, vol. 50, no 2, p. 87-265 (texte intégral).